# Aktion Saubere Leinwand
Die Aktion Saubere Leinwand – gemeint war damit die Kinoleinwand – war eine in den 1960er Jahren ins Leben gerufene Initiative, die sich zum Ziel gesetzt hatte, die sich nach zaghaftem Beginn immer rascher ausbreitende Sexualisierung der Massenmedien durch Zensur- und Kontrollmaßnahmen, nicht zuletzt aber auch durch eine Änderung des Grundgesetzes zu unterbinden.

## Vorgeschichte
Anlass war die unbeanstandete Freigabe des Skandalfilms Das Schweigen durch die FSK im Dezember 1963. Der Film wurde als Kunstwerk eingestuft, was auch drei relativ ausführliche und direkte Sexszenen beinhaltete, wie sie in Kinos der Bundesrepublik bisher nicht zu sehen waren.
Bei der zuständigen Staatsanwaltschaft in Duisburg gingen über hundert Anzeigen wegen Unzüchtigkeit gegen den Film ein, die aber nicht verfolgt wurden. Mit Vilgot Sjömans 491 erschien bald danach ein weiterer „Schwedenfilm“ in den deutschen Kinos, der trotz zahlreicher von der FSK verordneten Schnitte von konservativen Kreisen abgelehnt wurde.
Bemühungen, mit staatlichen Zensurmaßnahmen gegen die als anstößig empfundenen Filme vorzugehen, blieben ergebnislos. In der Anlage Staatsrechtliche Würdigung vom 7. September 1964 erklärten die mit einer Prüfung des Films 491 beauftragten bayerischen Staatsanwälte: „Die Einrichtung der FSK bejahen bedeutet demnach praktisch zugleich auch ein Verzicht, im Wege des Strafverfahrens Entscheidungen der FSK wieder zu beseitigen.“

## Die Gründung
Da die FSK versagt zu haben schien und dem Staat die Hände gebunden waren, entstand im September 1964 in Schweinfurt die Aktion Saubere Leinwand. In einer Unterschriftenaktion forderten die Unterzeichner „sittlich saubere und moralische Filme“ und lehnten Unmoral „unter dem Deckmantel der Kunst“ ab. Die FSK wurde aufgerufen, ihre eigenen Grundsätze strikt einzuhalten. Insgesamt 23 456 Bürger aus der Stadt und dem Landkreis Schweinfurt setzten ihre Unterschrift unter die Aktion. In der Schweinfurter Volkszeitung erschien am 5. Oktober 1964 ein Artikel mit dem Titel Das wird in Bonn Eindruck machen. Die Aktivisten überreichten die gesammelten Unterschriften an Bundespräsident Heinrich Lübke, der sich erfreut zeigte, dass sich zum ersten Mal aus dem Volke selbst Proteste gegen schmutzige Machwerke erhöben.
Nach und nach wurde in zahlreichen anderen Städten der Bundesrepublik die Aktion Saubere Leinwand gestartet, wobei sich ein Schwerpunkt in Süddeutschland herausbildete. Verbunden damit waren teilweise Rufe nach strengeren Maßstäben der FSK, strengeren Gesetzen des Staates, Forderungen, das Jugendschutzalter von 18 auf 21 zu erhöhen, Boykottdrohungen gegen Kinobesitzer und Proteste gegen Illustrierte.

## Das Bemühen um eine Grundgesetzänderung
Maßgeblicher Initiator war der Jurist und CDU-Bundestagsabgeordnete Adolf Süsterhenn, der sich der „allgemeinen sittlichen Ordnung“ und dem „gesunden Volksempfinden“ verpflichtet sah und die Jugend vor den Gefahren von „Schmutz und Schund“ schützen und vor allem Unsittliches aus dem Kino verbannen wollte.
Wegen zeitgenössischer Filme mit einigen freizügigen Szenen sah er die sittliche Ordnung in Gefahr.
Er initiierte im Mai 1965 gemeinsam mit der CSU-Bundestagsabgeordneten Maria Probst einen Antrag, das Grundgesetz zu ändern. Die Verfassungsbestimmung „Kunst und Wissenschaft, Forschung und Lehre sind frei“ sollte um den Passus ergänzt werden: „Die Freiheit der Kunst entbindet nicht von der Beachtung des Sittengesetzes“. Diesen Antrag unterstützten etwa zwei Drittel der CDU/CSU-Abgeordneten im Bundestag. Allerdings fehlte die Rückendeckung der führenden Parteimitglieder, während FDP und SPD eine Grundgesetzänderung entschieden ablehnten.
Süsterhenn handelte sich mit seinen Bemühungen allerdings hauptsächlich Spott und Kritik von Künstlern und Kulturschaffenden ein, so soll ihn Heinrich Böll als „Professor Lüsterhahn“ tituliert haben.

## Scheitern der Aktion
Laut Pressemitteilung sammelte die Aktion „Saubere Leinwand“ im Bundesgebiet und in Westberlin 1.294.000 Unterschriften, darunter 19 Bundestagsmitglieder und 42 Landtagsabgeordnete. Als problematisch erwies sich, dass verschiedene Kleingruppen und einzelne Aktivisten radikale Töne anschlugen und den Film grundsätzlich angriffen. Im Laufe des Jahres 1965 distanzierten sich die Spitzen der katholischen und evangelischen Kirche von der Aktion.
In liberalen Medien wurde die Aktion Saubere Leinwand wiederholt verspottet. Der Großteil der bundesdeutschen Journalisten lehnte auch in konservativeren Blättern ihre Positionen ab. So schrieb Karl Korn in seinem Beitrag Aktion? in der FAZ am 6. Mai 1965, trotz grundsätzlicher Unterstützung dürfe man nicht übersehen, „daß wir in einem Wandel der Anschauungen über Sitte und Moral stehen, der ohne Beispiel ist.“
Zudem fehlte die Unterstützung einflussreicher Personen oder Organisationen. Die Filmwirtschaft versorgte die Medien mit Hintergrundmaterial und bezahlte 300 000 Flugblätter mit einer „Öffentlichen Warnung vor der Sauberen Leinwand“, die von der Humanistischen Studentenunion im Juni und Juli 1965 verteilt wurden. Auch die SPIO selbst lobte unter dem Motto „Bevormundung droht!“ auf Großplakaten die gute Arbeit der FSK.

## Nachweis
1. ↑  Vgl. Stefan Volk: Skandalfilme. Cineastische Aufreger gestern und heute., S. 128ff.
2. ↑  Jürgen Kniep: Keine Jugendfreigabe!, S. 136
3. ↑  Stefan Volk: Skandalfilme. Cineastische Aufreger gestern und heute., S. 129
4. ↑  Stefan Volk: Skandalfilme. Cineastische Aufreger gestern und heute., S. 129
5. ↑  Chronik Rappoltstein (PDF-Datei; 261 kB)
6. ↑  Jürgen Kniep: Keine Jugendfreigabe!, S. 139